# Liste der Monuments historiques in Villaines-sous-Bois
Die Liste der Monuments historiques in Villaines-sous-Bois führt die Monuments historiques in der französischen Gemeinde Villaines-sous-Bois auf.

## Liste der Bauwerke
| Bezeichnung                      | Beschreibung              | Standort | Kennzeichnung | Schutzstatus | Datum | Bild           |
| -------------------------------- | ------------------------- | -------- | ------------- | ------------ | ----- | -------------- |
| Kirche Notre-Dame-de-la-Nativité | Erbaut im 13. Jahrhundert | (Lage)   | PA00080230    | Inscrit      | 1969  | weitere Bilder |

## Liste der Objekte

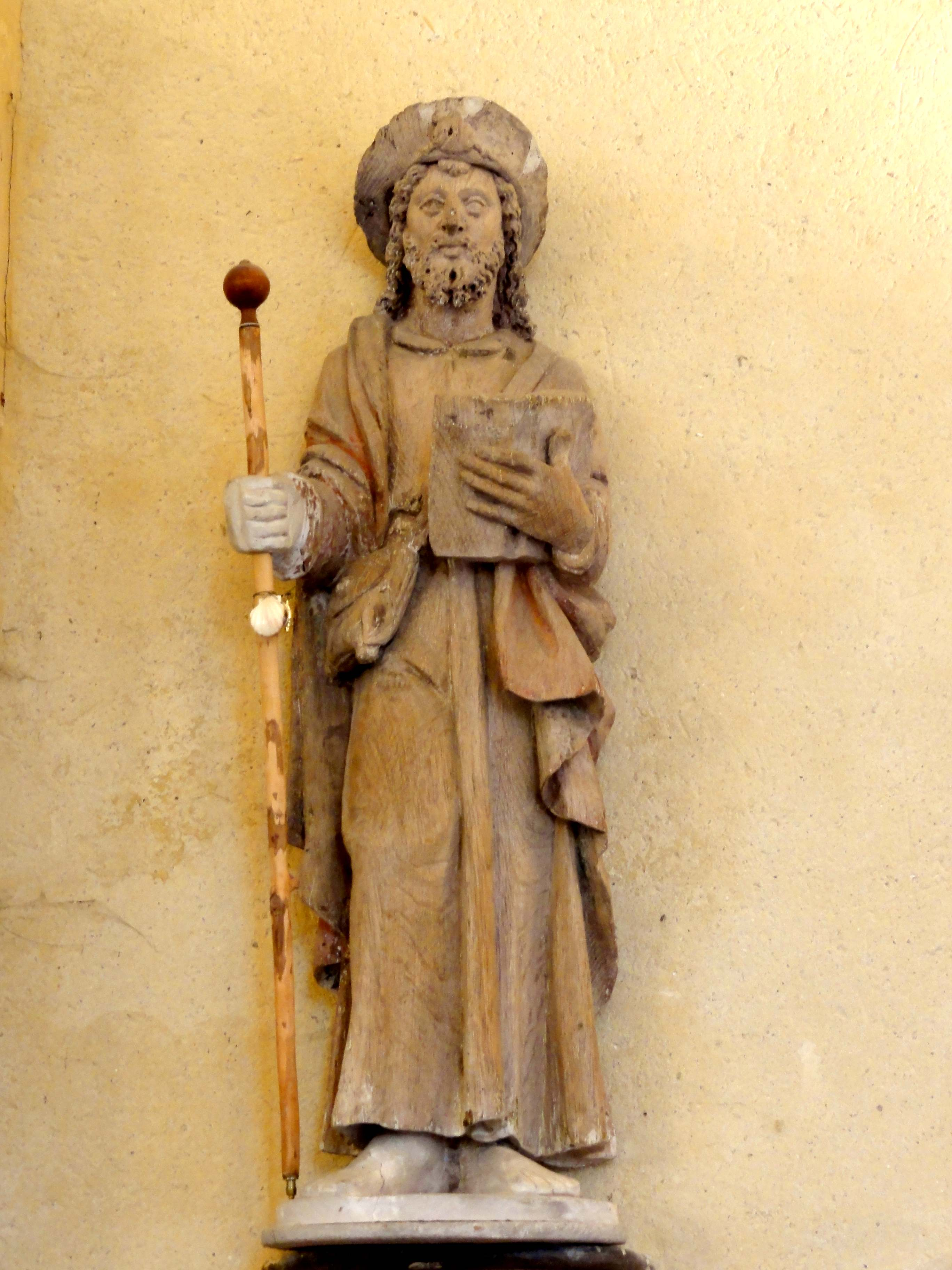
Skulptur des heiligen Jakobus der Ältere (Anfang des 17. Jahrhunderts) in der Kirche Notre-Dame-de-la-Nativité

- Monuments historiques (Objekte) in Villaines-sous-Bois in der Base Palissy des französischen Kultusministeriums